# Leighton Murray
Leighton Murray (ur. 22 września 1977) – jamajski piłkarz występujący na pozycji bramkarza.

## Kariera klubowa
W trakcie kariery Murray grał w zespole Harbour View.

## Kariera reprezentacyjna
W 2005 roku Murray został powołany do reprezentacji Jamajki na Złoty Puchar CONCACAF. Nie zagrał jednak na nim ani razu, a Jamajka zakończyła turniej na ćwierćfinale.